# Albuliformes
Az Albuliformes a csontos halak (Osteichthyes) főosztályának sugarasúszójú halak (Actinopterygii) osztályába tartozó rend.

## Rendszerezés
A rendhez az alábbi család, nemek és fajok tartoznak.

### Albuloidei alrend
- Albulidae (Bleeker, 1859) – 2 nem tartozik a családhoz
  - Albula (Scopoli, 1777) – 6 faj
    - Albula argenteus
    - Albula forsteri
    - Albula glossodonta
    - Albula nemoptera
    - Albula neoguinaica
    - Albula vulpes

  - Pterothrissus (Hilgendorf, 1877) – 2 faj
    - hosszúúszójú csonthal (Pterothrissus belloci)
    - Pterothrissus gissu

### Notacanthoidei alrend
- Halosauridae – 3 nem tartozik a családhoz
  - Aldrovandia (Goode & Bean, 1896) – 6 faj
    - Aldrovandia affinis
    - Aldrovandia gracilis
    - Aldrovandia mediorostris
    - Aldrovandia oleosa
    - Aldrovandia phalacra
    - Aldrovandia rostrata

  - Halosauropsis (Collett, 1896) – 1 faj
    - Halosauropsis macrochir

  - Halosaurus (Johnson, 1864) – 9 faj
    - Halosaurus attenuatus
    - Halosaurus carinicauda
    - Halosaurus guentheri
    - Halosaurus johnsonianus
    - Halosaurus ovenii
    - Halosaurus pectoralis
    - Halosaurus radiatus
    - Halosaurus ridgwayi
    - Halosaurus sinensis

- Notacanthidae – 4 nem tartozik a családhoz
  - Lipogenys (Goode & Bean, 1895) – 1 faj
    - Lipogenys gillii

  - Notacanthus (Bloch, 1788) 6 faj
    - Notacanthus abbotti
    - Notacanthus bonaparte
    - Notacanthus chemnitzii
    - Notacanthus indicus
    - Notacanthus sexspinis
    - Notacanthus spinosus

  - Polyacanthonotus (Bleeker, 1874) – 3 faj 
    - Polyacanthonotus challengeri
    - Polyacanthonotus merretti
    - Polyacanthonotus rissoanus

  - Tilurus (Kölliker, 1853) – 2 faj  
    - Tilurus gegenbauri
    - Tilurus trichiurus